# Literatura gay
Literatura Gay é uma expressão englobante para literatura criada por gays, ou envolvendo personagens, temas ou narrativas no âmbito da comunidade e cultura gay.

## A instituição da Literatura gay
Literatura gay não constitui um gênero diferente de literatura, mas abarca todos os grandes gêneros (narrativa, poesia, teatro, ensaio) e subgéneros. Trata-se antes de um ramo da literatura, uma classificação de um subconjunto de obras literárias.
É usual classificar subconjuntos da literatura pela língua em que é escrita, e daí falar-se de literatura portuguesa, literatura francesa, etc...; sendo que também se aceitam definições como a de literatura brasileira, em que as obras literárias, apesar de escritas na mesma língua (há quem diga que as literaturas brasileiras e galega são parte da literatura portuguesa), se identificam com uma cultura com especificidades próprias. Também se caracteriza a literatura pelo período em que as obras foram escritas, e daí falar-se de literatura medieval, literatura romântica, etc...; sendo que muitas vezes ao período histórico se associa um estilo de escrita, uma temática, e outras características (de movimentos literários) que fazem com que as classificações sejam coerentes e úteis. 
Complementarmente, distinguem-se subconjuntos de obras literárias pelo seu conteúdo, temos assim, por exemplo: a literatura infantil (conteúdo para crianças), a literatura pós-colonial (temáticas raça, identidade nacional, libertação), mas também a literatura erótica (temática prazer sexual), que cruzam várias (ou todas) línguas e períodos. Ora a classificação literatura gay tem que ver com este último aspecto: é um subconjunto da literatura com conteúdos de temática gay ou, definição também usualmente aceite, escrita por autores gay. E é importante e relevante porque se debruça sobre temáticas únicas (particulares a um subconjunto da humanidade com uma dimensão não desprezável) e porque tem um papel relevante (há quem diga que fundamental) na literatura ocidental moderna.
A literatura é, possivelmente, uma das forma artística mais adequadas à descrição da complexidade e subtileza da sensibilidade gay, tendo sido largamente utilizada ao longo da história para partilhar sentimentos, muitas vezes de forma codificada, que de outra forma seria muito difícil, ou mesmo proibido, expressar. O estudo histórico da literatura gay é, assim, uma ferramenta fundamental para entender a evolução da homossexualidade no seu contexto social.

### Os gêneros
No capítulo da ficção podem distinguir-se a poesia, o romance (bem como o conto e a novela), o teatro, a ficção científica (bem como o romance fantástico) e a literatura infantil e juvenil com os principais gêneros abordados pela literatura gay, que no entanto, não se inibe de incluir obras em todos os modos e gêneros literários. O mesmo acontece com as obras não-ficcionais, onde se salienta o ensaio, a biografia (bem com a autobiografia e as memórias).
Na literatura gay infantil-juvenil, dedicada aos mais novos, a temática gay é tratada de forma descomplexada e natural, promovendo o respeito pela diferença e a rejeição dos lugares comuns associados à discriminação sexual. No entanto, os autores de literatura gay infantil-juvenil tem sido muitas vezes alvo de contestação, nomeadamente pela Igreja, causada pelo receio de que as suas obras possam provocar influências perniciosas nos jovens leitores ou de que possam estar relacionadas com pederastia ou abuso sexual de menores.
Tal como na restante literatura gay pré-Stonewall, conhecem-se vários exemplos de autores gay que escreveram boa literatura infantil, em que a homossexualidade não é explícita nas suas personagens ou temas, como Hans Christian Andersen ou António Botto, com os seus contos para crianças.

### Os prêmios
A instituição de prêmios para a literatura gay e seus autores foi um passo natural da evolução da consciência dos direitos civis das comunidades homossexuais. A American Library Association foi uma das pioneiras neste campo, com a criação do Gay Book Award (mais tarde Stonewall Book Award, em 1971. Para além de prémios dedicados especificamente à literatura gay, um grande número de autores e obras de literatura gay têm sido premiados com prémios literários importantes com o Prémio Nobel (Suécia), o National Book Award e o Prémio Pulitzer (USA), Man Booker Prize (UK) e outros, incluindo Thomas Mann, Nobel (1929), André Gide, Nobel (1947), Tennessee Williams, Pulitzer (1948 e 1955), John Cheever, National (1958), James Merrill, National (1967), Edward Albee, Pulitzer (1967, 1975 e 1994), Allen Ginsberg, National (1974), Tony Kushner, Pulitzer (1993), Annie Proulx, National (1993), Michael Cunningham, Pulitzer (1999), Alan Hollinghurst, Booker (2004).
Foram já instituídos prémios para literatura gay em inglês, dos quais se destacam:
- Stonewall Book Award (EUA), pela American Library Association (desde 1971, inicialmente como Gay Book Award)
- Lambda Literary Award (EUA), pela Lambda Literary Foundation (desde 1988)
- Ferro-Grumley Prize (EUA), pela Ferro Grumley (desde 1988)

### As editoras, as livrarias, o jornalismo e a Internet
A literatura gay, que antes das décadas finais do século XX era difundida simplesmente de mão em mão, ou estava disponível apenas estabelecimentos não especializados, passou a contar com secções específicas nas principais livrarias e bibliotecas.
As primeiras livrarias gay foram fundadas pelos activistas gay, com o objectivo de ter mais uma ferramenta à disposição para disseminar os ideias de libertação gay (tal como antes havia acontecido com os movimentos feministas e os dos direitos dos negros nos Estados Unidos) e para desenvolver a cultura própria da comunidade gay. As primeiras a aparecer na América do Norte foram: Glad Day inaugurada em 1970 em Toronto, Little Sister's de 1983, em Vancouver, Giovanni’s Room em Filadélfia, Different Light, desde 1979 em São Francisco e a Calamus, em Boston. Actualmente todas as grandes livrarias on-line, nomeadamente a famosa amazon.com, possuem categorias específicas para literatura gay.
Em 2007 foi criada a que será, provavelmente, a primeira biblioteca dedicada à literatura gay em espaço público, a Stonewall Library & Archives, em Fort Lauderdale, na Flórida.

### O ensino
A criação de especializações em estudos gay em várias universidades norte-americanas e européias no final do século XX contribuiu decisivamente para uma compreensão mais abrangente e estruturada da literatura gay e dos seus autores ao longo da história.

## A história da literatura gay
Na cultura ocidental, a literatura gay tem as suas raízes nas culturas da Grécia Clássica, com autores como Petrónio, que era romano.
No século XIX, durante ascensão do romantismo, os homens ganharam mais liberdade para expressassem profunda afeição uns pelos outros e a Grécia Clássica serviu muito bem como plano de fundo para refletir a utopia do amor entre homens. O romance Um Ano em Arcádia (Ein Jahr in Arkadien: Kyllenion) de 1805, entendida como a primeira obra contemporânea a retratar a homossexualidade masculina, é considerada um produto resultante deste tempo.

## O cânone da literatura gay
Não existe actualmente um cânone na literatura gay, como existe para outros ramos da literatura. O estabelecimento do cânone tem vindo a ser feito a partir da edição de antologias e da institucionalização de prémios. Pode, no entanto, falar-se de autores e obras de referência da literatura gay, aquelas que merecem reconhecimento generalizado dos leitores e da crítica, e entre os quais se incluem autores de referência como Petrônio, Herman Melville, E.M. Forster, Thomas Mann, Oscar Wilde, Gore Vidal e Marguerite Yourcenar, e obras de referência como * Satíricon (Petrônio), Billy Budd e Moby Dick (Herman Melville), Maurice (E.M. Forster), Morte em Veneza (Thomas Mann) e Memórias de Adriano (Marguerite Yourcenar).

## A literatura gay em Portugal
Um dos precursores da literatura gay em Portugal foi Abel Botelho, com o seu polémico O Barão de Lavos. Mais tarde, o poeta António Botto escandalizaria a sociedade fortemente religiosa e conservadora de meados do século XX com as suas Canções.
No campo da publicação têm-se assistido a um interesse cada vez maior pela publicação de literatura gay, havendo mesmo algumas editoras, como a Bico de Pena (editora) ou a Zayas Editora que se especializaram fortemente. A primeira livraria LGBT de Lisboa, a Esquina Cor de Rosa (livraria), encerrou nos primeiros anos deste século.

## A literatura gay no Brasil
No Brasil, a primeira grande obra de literatura gay é o Bom Crioulo, de Adolfo Caminha, sendo de notar ainda "O Terceiro Travesseiro", de Nelson Luiz de Carvalho, "A imitação do amanhecer", de Bruno Tolentino, "O Teatro dos Anjos", de Dirceu Cateck, "Nada Mais do Que Isso" de Flavio Sanctum, "Sr. Villela, Meu Amigo Imaginário", de Hugo Luminato e "Um Homem Gasto", de Ferreira Leal.
Os principais escritores da atualidade no Brasil, que trabalham com literatura de seguimento gay são,João Silvério Trevisan, Leandro Benevides e Marcelino Freire, eles recebem como antecedentes os já canônicos, Caio Fernando Abreu, Samuel Rawet, João do Rio e Mario de Andrade (com algumas demonstrações).
No seguimento não literário, mas científico, temos ainda, os seguintes nomes: Fabricio Viana, Occelo Oliver e Luiz Mott.